# チェ・ジョンヒョプ

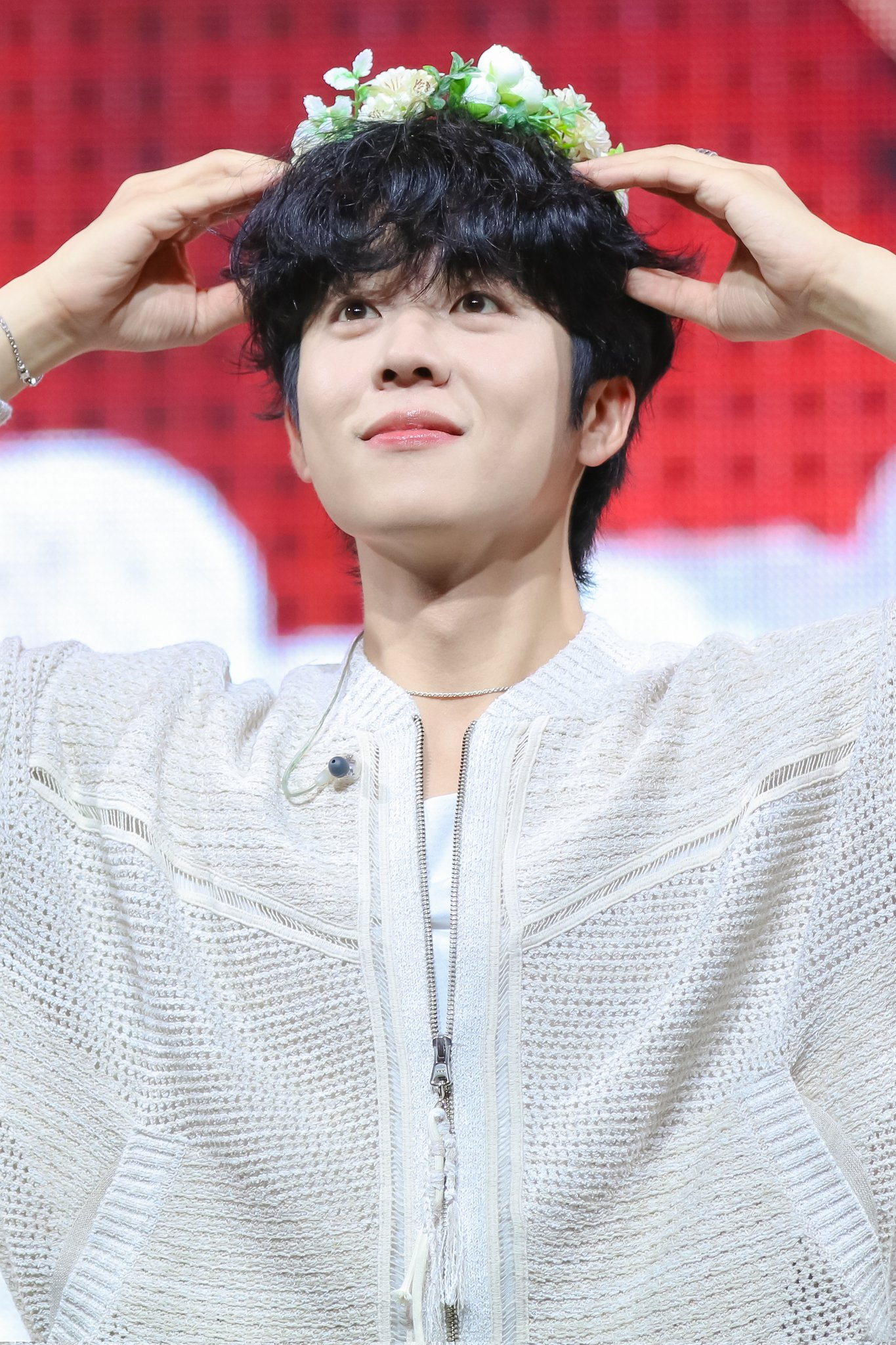
チェジョンヒョプ　初fanmeeting in seoul

チェ・ジョンヒョプ（蔡 鍾協、ハングル：채종협、Chae Jong-hyeop、1993年5月19日 - ）は、韓国の俳優である。身長186cm。

## 来歴
中学の時に1年間タイで過ごした後、南アフリカ共和国に5年間留学し、現地でモデル活動などをした。。
韓国に帰国後はモデル活動を経て、2016年にドラマ『トゥーンドラショーシーズン2』で俳優デビュー。
2019年、『ストーブリーグ』で地上波ドラマ初出演。
2021年に出演したドラマ『シーシュポス: The Myth』、『わかっていても』では、ヒロインに片想いする青年役で注目を集める。
2022年には、ドラマ『時速493キロの恋』で主演を務め、KBS演技大賞新人演技賞を受賞した。
2023年、ドラマ『無人島のディーバ』では、パク・ウンビンと『ストーブリーグ』以来の共演を果たし、男性主人公を演じた。
2024年1月、TBS系列で放送予定のドラマ『Eye Love You』で日本のドラマに初出演。二階堂ふみが演じるヒロインの相手役を務める。
2024年5月にデビュー以来初の単独ファンミーティングをソウル・幕張メッセ・神戸ワールド記念ホールで開催。日本で開催されファンミーティングのチケットは全席完売し。幕張メッセでは全席二日間で約二万人、神戸ワールド記念ホールでは二日間で約一万人を動員した。これにより、日本で爆発的なチェジョンヒョプブームを巻き起こしたことが明らかとなった。

## 人物
南アフリカ共和国に留学中だった高校時代に倒れて以来、てんかんを患っている事を2023年1月に公表。兵役に関しては最初の身体検査で4級補充役（社会服務要員）の判定を受け、完治してからの入隊を希望していたが、再検査で再びてんかんと診断され5級戦時勤労役（免除）の判定を受け、現在も薬を飲みながら闘病している。

## 出演

### ドラマ
- トゥーンドラショーシーズン2 （2016年、MBC） - 世宗大王 役
- 今日も無事に（2017年、KakaoTV） - ジュノ 役
- 今日も無事に2（2018年、KakaoTV） - ジュノ 役
- ストーブリーグ（2019年、SBS) - ユ・ミンホ 役
- シーシュポス: The Myth（2021年、JTBC） - サン 役
- わかっていても（2021年、JTBC） - ヤン・ドヒョク 役
- 魔女食堂にいらっしゃい（2021年、TVING） - イ·ギリョン 役
- 時速493キロの恋（2022年、KBS2） - パク・テジュン 役
- 社長をスマホから救い出せ!（2022年、ENA） - パク・インソン 役
- 生まれ変わってもよろしく（2023年、tvN） - ポクドン 役 ※カメオ出演
- 無人島のディーバ（2023年、tvN） - カン・ボゴル/チョン・ギホ 役
- Eye Love You（2024年、TBS） - ユン・テオ 役
- 偶然かな(2024年、tvN)-カンフヨン役

## 受賞
- 2022年 KBS演技大賞 新人演技賞（『時速493キロの恋』）[4]